# آلفرد گوزنباور
آلفرد گوزنباور (انگلیسی: Alfred Gusenbauer؛ زادهٔ ۸ فوریهٔ ۱۹۶۰) یک سیاست‌مدار اهل اتریش است. 